# Beitel

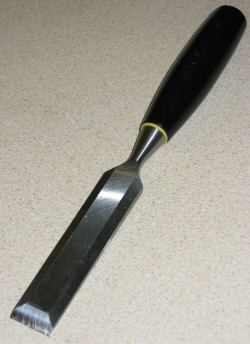
Steekbeitel voor houtbewerking

Een beitel is een langwerpig stuk gereedschap van metaal, veelal van staal (of deels van staal), dat tot doel heeft materiaal te verwijderen.
Een beitel voor handmatige houtbewerking heeft meestal een houten of kunststoffen handvat ook wel hecht genoemd en heeft aan het uiteinde een scherpe snede. Ook schaafbeitels, onderdeel van een schaaf, dienen voor handmatige houtbewerking. 
Verder zijn er beitels voor onder andere steen- en metaalbewerking. Ook onderdelen van machines die dienen om materiaal te verwijderen kunnen "beitels" genoemd worden.

## Geschiedenis
Reeds in de prehistorie maakte de mens gebruik van beitels, die onder meer van materialen konden zijn als steen en bot.

## Houtbewerking met de hand

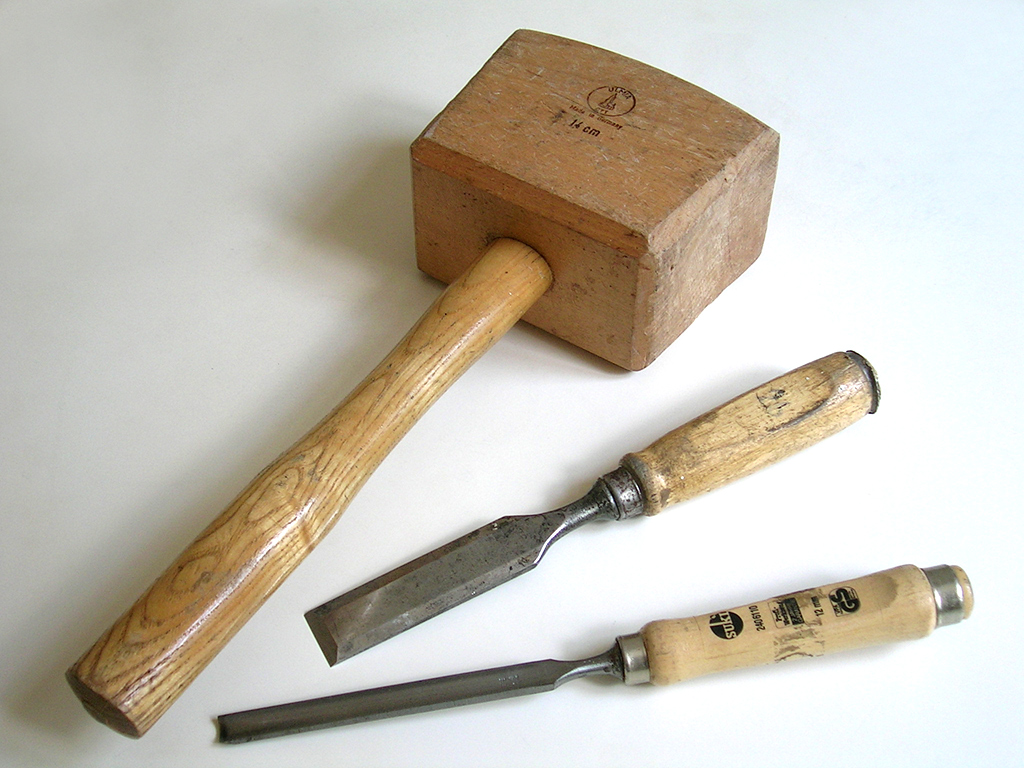
Houtbeitels met houten hamer, de onderste beitel is een vermet-guts

Houtbeitels worden als handgereedschap in het algemeen in de houtbewerking gebruikt om te kunnen steken of te hakken. Aan de toepassing ontleent ieder type houtbeitel zijn vorm. Houtbeitels kunnen qua hoofdverdeling onderscheiden worden in hakbeitels, steekbeitels en gutsen. Alle beitels zijn voorzien van een heft van hout of kunststof, ook wel een hecht genoemd. Het heft omvat een metalen blad dat (vrijwel altijd) aan één zijde scherp toeloopt, het schuin toelopende deel heeft de vouw; het uiteinde zelf heet de snede. Bij het minder scherp worden kan de beitel opnieuw worden gewet met een wetsteen; bij beschadiging opnieuw worden geslepen met een slijpsteen. De hoek waaronder de houtbeitel wordt geslepen (de slijphoek) en gewet, is belangrijk en kan variëren per type beitel. In het algemeen geldt hiervoor: Hoe kleiner de slijphoek, des te beter de beitel snijdt, echter des te eerder hij beschadigd raakt.

### Hakbeitel
Met een hakbeitel kan met gebruikmaking van een houten hamer een gat in het hout worden gehakt, bijvoorbeeld om bepaalde houtverbindingen te maken. Hakbeitels hebben een slijphoek van 35 tot 40 graden en worden onderverdeeld in vermoorbeitels en schietbeitels. De vermoorbeitel is 6 tot 50 mm breed en deze wordt onder meer gebruikt om gaten in raam- en kozijnhout te kunnen hakken. De schietbeitel wordt gebruikt om smalle diepe gaten mee te hakken. Het heeft daarom een dik blad dat dubbel geslepen is zodanig dat het een dubbele vouw heeft. Schietbeitels zijn (meestal) 6 tot 10 mm breed.

### Steekbeitel
Een steekbeitel wordt gebruikt om hout af te steken, bijvoorbeeld tijdens het maken van een halfhoutverbinding. De steekbeitel heeft met 25 tot 30 graden een scherpere slijphoek dan een hakbeitel. Steekbeitels zijn er (veelal) in de breedtematen van 3 tot 50 mm. Ook hakwerk kan met de steekbeitel echter dient men op te letten de beitel niet te verbuigen.

### Sloopbeitel
Een sloopbeitel heeft een scherpe snede aan het uiteinde en één aan een lange zijde. De andere lange zijde is stomp, zodat op deze zijde gehamerd kan worden. Met de scherpe zijkant kan overbodig hout weggeschraapt worden voor het maken van bijvoorbeeld pen- en -gatverbindingen. De beitels zijn zo stevig dat ze ook gebruikt worden voor het splijten van kleinere stukken hout. Sloopbeitels worden meestal met een kunststof houder met riemklem geleverd in verband met snijgevaar en het scherp houden van de scherpe zijkant.

### Guts
Holle beitels ofwel gutsen zijn er in twee hoofdtypen: de steekguts en de vermetguts. Een steekguts heeft de geslepen snede aan de holle binnenkant, voor het recht afsteken van diepe gaten. Voor het steken van gootvormige groeven en holstaande vlakken wordt een vermetguts gebruikt, die geslepen is aan de bolle achterkant. De slijphoek is circa 30 graden voor gutsen.

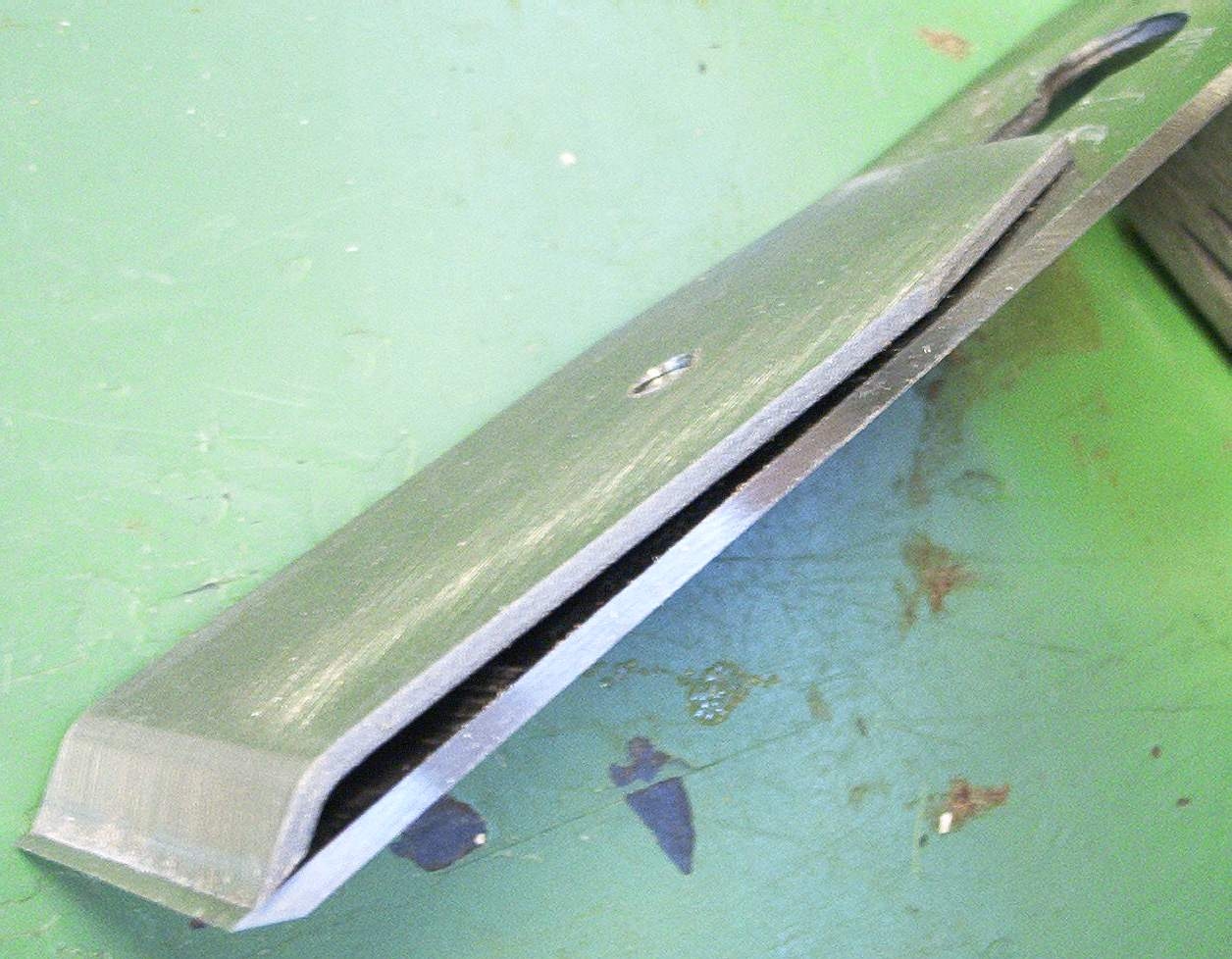
Een beitel als onderdeel van gereedschap: De schaafbeitel (onder) van een blokschaaf met de zogeheten keerbeitel eraan bevestigd

### Burijn
Een burijn is een (in zijn dwarsdoorsnede) V-vormige beitel voor hout- of metaalbewerking (bijvoorbeeld kopergravure). Gewoonlijk is de burijn aan de buitenzijde geslepen.

### Schaafbeitel
In diverse andere gereedschappen en machines voor houtbewerking vinden we ook beitels, maar dan als onderdeel. Onder meer kennen schaven, zoals de blokschaaf, een schaafbeitel.

## Steenbeitel voor handbewerking

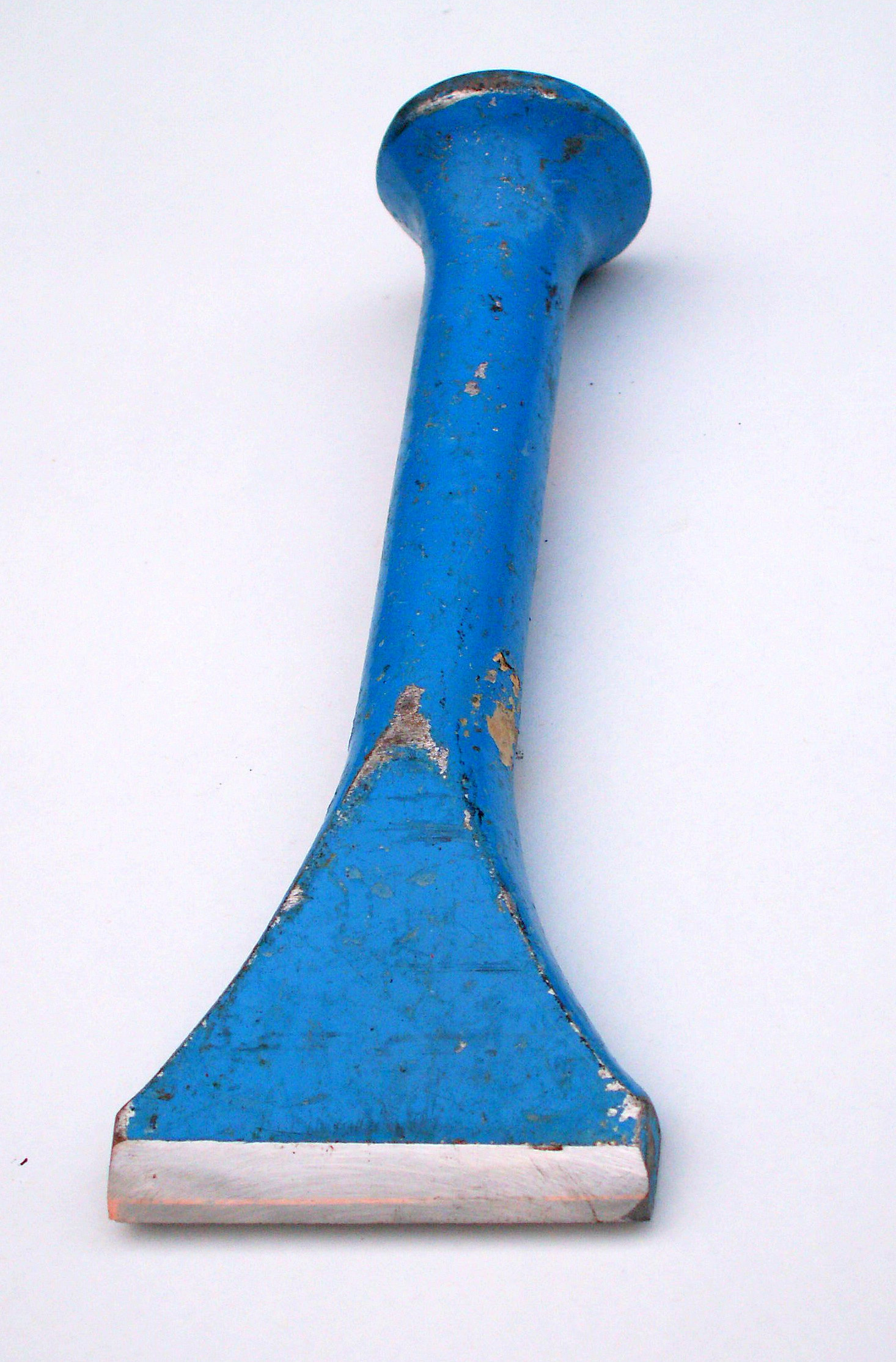
Een ceseel met Widia-snijvlak en klopperkop

Steenbeitels worden gebruikt voor sloopwerkzaamheden in bijvoorbeeld beton en baksteen en voor het bewerken van natuursteen. Anders dan bij een houtbeitel is een steenbeitel doorgaans aan beide zijden geslepen, een enkele uitzondering bij beitels voor zeer zachte steensoorten daargelaten. 
Vroeger waren deze beitels altijd uit één materiaal, maar tegenwoordig wordt veel gewerkt met steenbeitels die een gesoldeerd inzetstuk van Widia (wolfraamcarbide) hebben. Dit maakt dat de beitels veel minder snel slijten, al zijn ze wel gevoeliger voor breuk door te hard slaan, met name als er een stalen moker of vuist gebruikt wordt.

## In machines
Machines kunnen ook verspanende onderdelen bevatten die "beitels" genoemd worden.

### Houtbewerking
In machines voor houtbewerking (bijvoorbeeld een machine als de vlakbank) wordt wel van "beitels" gesproken voor lang-gerekte, verspanende onderdelen. Die zien er wel heel anders uit dan beitels voor handbewerking: het zijn lang-gerekte delen van metaal die roteren, en een scherpe lange kant hebben die het hout afnemen, in korte spaanders.

### Metaalbeitel
Beitels voor metaalbewerking worden meestal in een machine gebruikt, zoals in een metaaldraaibank. Vanzelfsprekend moet een beitel voor metaalbewerking zeer hard zijn. Als de temperatuur oploopt, kan de beitel vervormen. Soms is het daarom nodig dat de beitel gekoeld wordt met een speciale vloeistof. Meestal is dat boorolie: een mengsel van speciale olie met water in een bepaalde verdunning waardoor ijzer en staal niet al snel na de bewerking gaat roesten.

## Overige toepassingen
Bij boringen in gesteente zoals in de olie-industrie wordt gebruikgemaakt van boorbeitels.